# Uuemõisa (Großdorf)
Koordinaten: 58° 56′ N, 23° 35′ O
Uuemõisa (deutsch Neuenhof) ist ein Großdorf (estnisch alevik) in der Stadtgemeinde Haapsalu im Kreis Lääne in Estland. Bis 2017 war es der Hauptort der Landgemeinde Ridala, die dann nach Haapsalu eingegliedert wurde.

## Einwohnerschaft und Lage

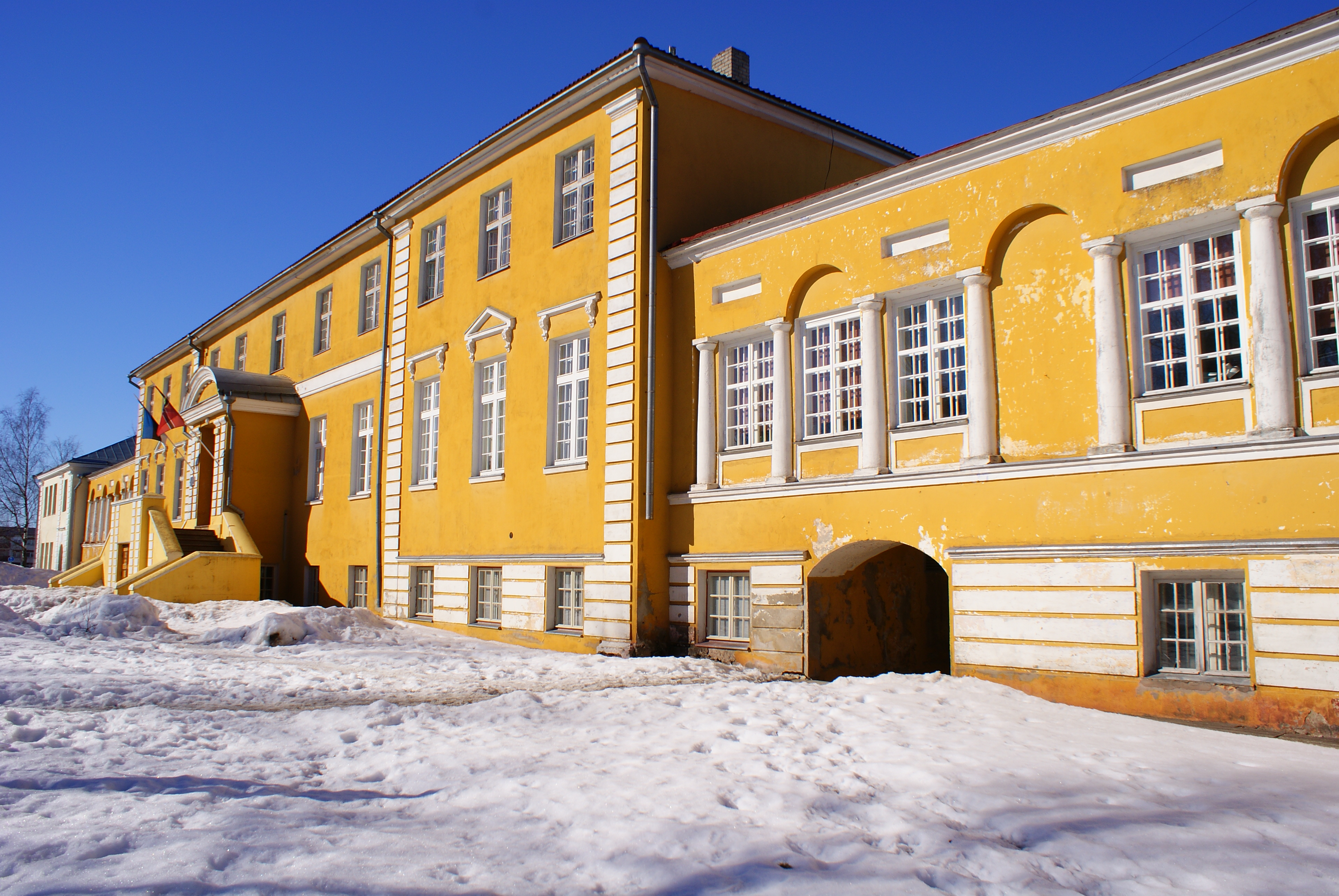
Ehemaliges Herrenhaus des Guts

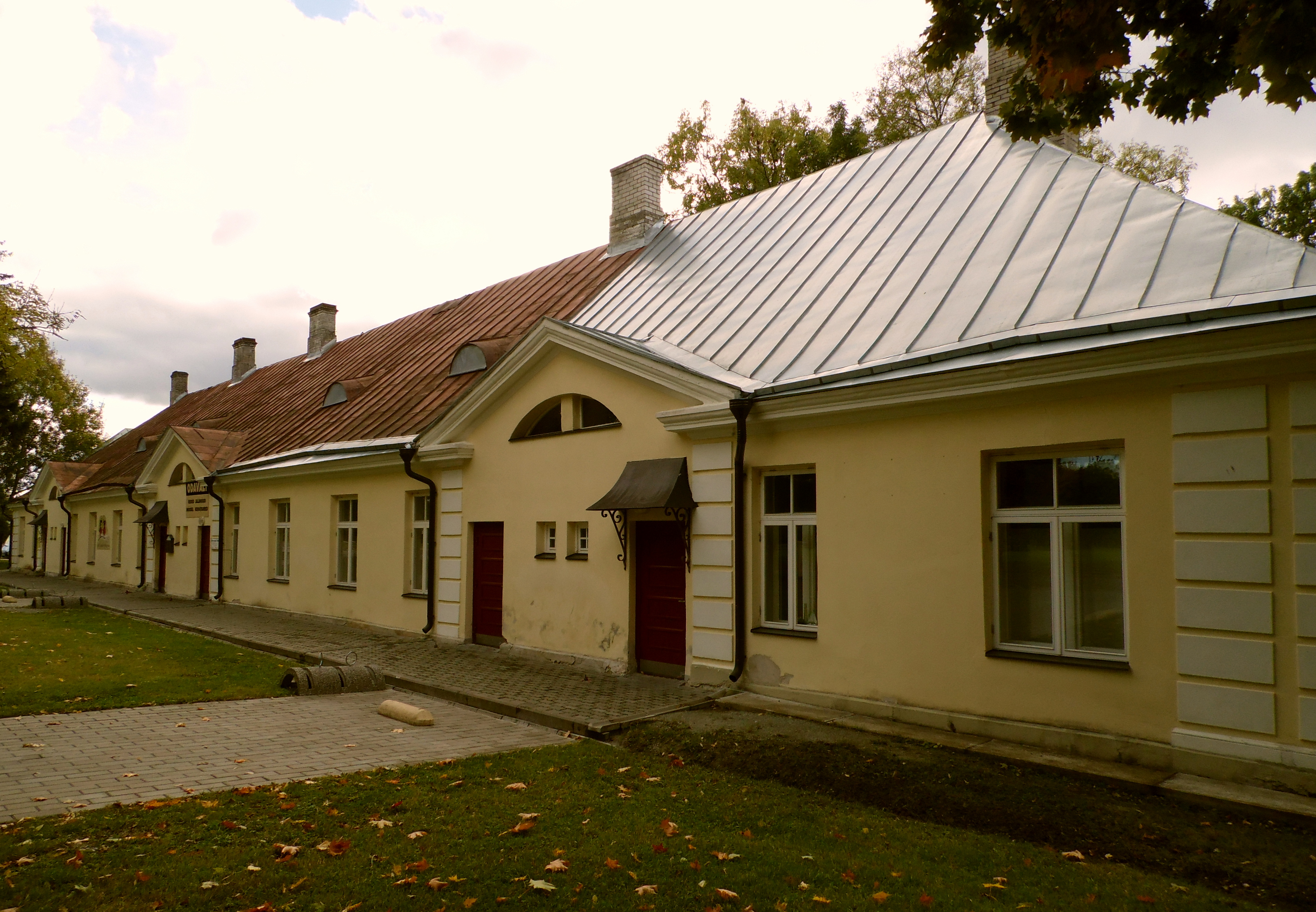
Dienerschaftshaus

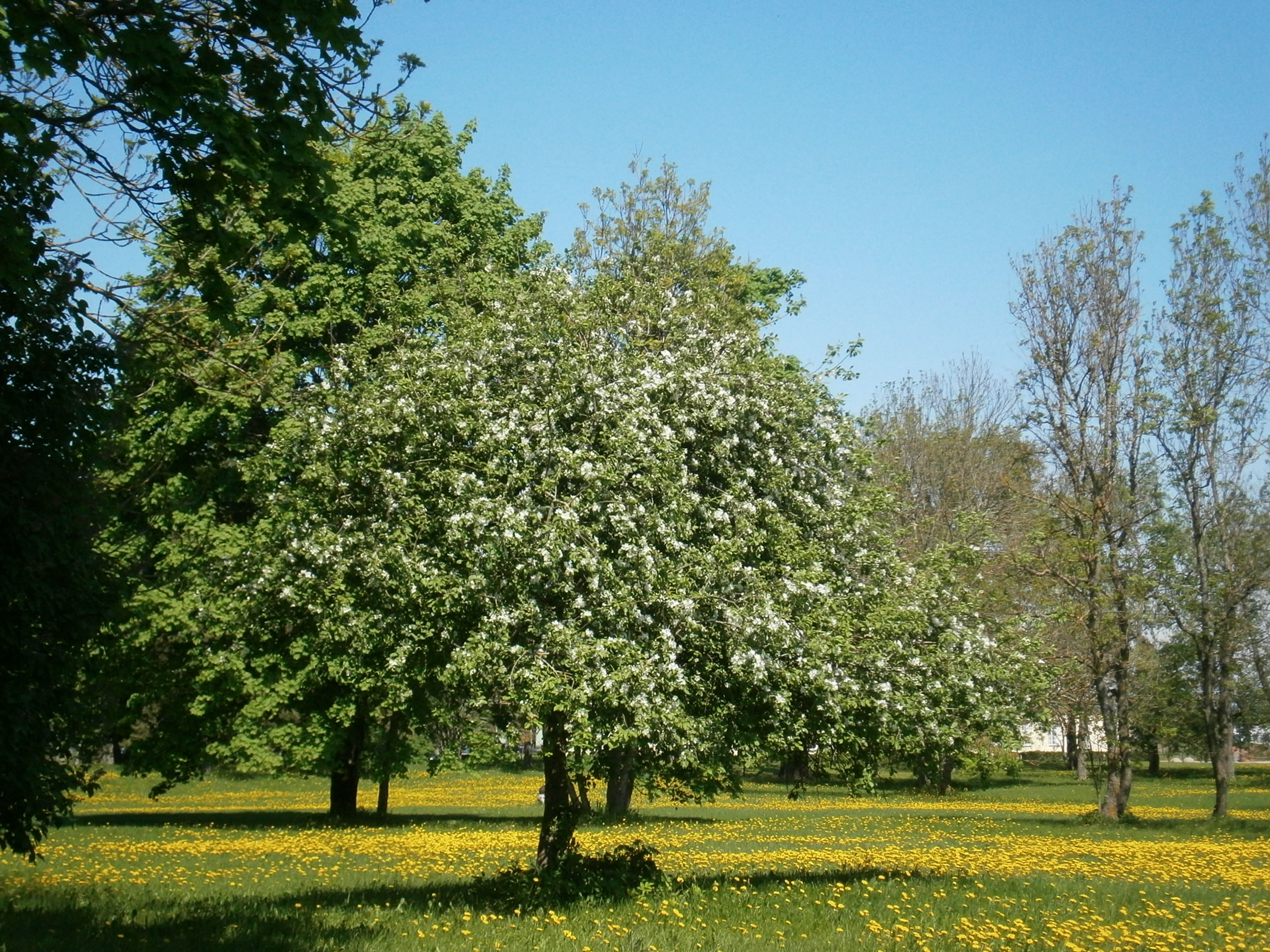
Apfelbäume im Park

Der Ort hat 1.025 Einwohner (Stand 31. Dezember 2011). Er liegt unmittelbar östlich der Kernstadt Haapsalu an der Ostsee und ist heute praktisch mit Haapsalu verwachsen.

## Hof
1539 wurde der Hof Nienhause der Bischöfe von Ösel-Wiek erstmals urkundlich erwähnt. Während der schwedischen Herrschaft über Estland gehörte er von 1628 bis 1691 der Familie De la Gardie.
Letzte Privateigentümerin des Hofs vor der Enteignung im Zuge der estnischen Landreform 1919 war die Fürstin Eugenie Schachowskoi-Glebow-Streschnew (1841–1924, geb. von Brevern).
Ab 1921 war in dem Herrenhaus ein Lehrerseminar untergebracht. 1932 wurde die Anlage dem estnischen Verteidigungsministerium unterstellt. Von 1940 bis 1944 wurde das Anwesen als Landwirtschaftsschule genutzt. Während der sowjetischen Besetzung Estland war dort eine Militärbasis der Roten Armee untergebracht.
Anstelle des alten Herrenhauses aus Holz wurde 1833 ein zweigeschossiger Neubau aus Stein im Stile des Spätklassizismus errichtet. Von 1921 bis 1923 wurde er nach Plänen des estnischen Architekten Karl Burman (des Älteren; 1882–1965) für die Zwecke des Lehrerseminars umgestaltet. Der verfallene Ostflügel wurde renoviert und ein neuer Westflügel hinzugefügt. Heute befinden sich in dem Herrenhaus ein Kindergarten sowie eine Grundschule.
Der 7,5 Hektar große Park des Guts nahe der Ostseeküste steht heute unter staatlichem Schutz.

## Persönlichkeiten
- Woldemar Baron von Uxkull (1860–1945), deutsch-baltischer Mystiker und Schriftsteller